# أرتوتو غالسيران
أرتوتو غالسيران (بالإسبانية: Arturo Galcerán Nogués)‏ هو لاعب كرة قدم كوبي سابق، شارك كلاعب وسط مع منتخب كوبا في كأس العالم 1938.

## وصلات خارجية
أرتوتو غالسيران على موقع الاتحاد الدولي (مؤرشف)  (الإنجليزية)
- أرتوتو غالسيران على موقع عالم كرة القدم.نت (الإنجليزية)